# Amazing (chanson de George Michael)
Pour les articles homonymes, voir Amazing.
Singles de George Michael
Shoot the Dog
(2002) Flawless (Go to the City)
(2004)
Pistes de Patience
Patience
(1) John and Elvis Are Dead
(3)
Amazing  est une chanson du chanteur britannique George Michael sortie en mars 2004 sous le label Sony BMG. Troisième single extrait de son cinquième album studio Patience, la chanson est écrite par Johnny Douglas et George Michael et produite par George Michael.

## Formats et liste des pistes
Royaume-Uni CD single #1
1. "Amazing" – 4:25
2. "Freeek! '04" – 4:36

 Royaume-Uni CD single #2
1. "Amazing" (Album Version) – 4:25
2. "Amazing" (Jack 'N' Rory 7" Vocal Mix) – 5:56
3. "Amazing" (Full Intention Club Mix) – 8:05

## Classement et certifications
| Chart (2004)                              | Peak position |
| ----------------------------------------- | ------------- |
| Australie Singles Chart                   | 6             |
| Autriche Singles Chart                    | 23            |
| Belgique (Flandre) Singles Chart          | 23            |
| Belgique (Wallonie)Singles Chart          | 34            |
| Canada Singles Chart                      | 3             |
| Danemark Singles Chart                    | 2             |
| Pays-Bas Singles Chart                    | 15            |
| European Hot 100 Singles                  | 2             |
| Finlande Singles Chart                    | 13            |
| France Singles Chart                      | 37            |
| Allemagne Singles Chart                   | 19            |
| Hongrie Singles Chart                     | 2             |
| Irlande Irish Singles Chart               | 4             |
| Italie Singles Chart                      | 1             |
| Nouvelle-Zélande Singles Chart            | 30            |
| Norvège Singles Chart                     | 11            |
| Espagne Singles Chart                     | 1             |
| Suède Singles Chart                       | 16            |
| Suisse Singles Chart                      | 10            |
| Royaume-Uni Singles Chart                 | 4             |
| États-Unis Billboard Adult Pop Songs      | 35            |
| États-Unis Billboard Hot Dance Club Songs | 1             |

| Pays      | Certification |
| --------- | ------------- |
| Australie | Or            |

| Hit-parade (2004)       | Position |
| ----------------------- | -------- |
| Australie Singles Chart | 79       |
| Suisse Singles Chart    | 81       |